# Eunidia bjornstadi
Eunidia bjornstadi es una especie de escarabajo longicornio del género Eunidia, categorizada en la tribu Eunidiini, de la subfamilia Lamiinae. Fue descrita por Teocchi, Sudre & Jiroux en 2014.

## Descripción
Mide 6-7 mm de longitud.

## Distribución
Se distribuye por Malaui y Tanzania.